# Didier Bergès
Pour les articles homonymes, voir Bergès.
Didier Bergès, né le 24 mars 1944 à Castelsarrasin et mort le 26 février 2010 à Paris, est un avocat français ayant travaillé au barreau de Paris.

## Biographie
Didier Bergès, avocat de formation, accède à la notoriété à la suite de ses collaborations avec l'animateur de télévision Julien Courbet où il intervient dans ses émissions, dites de défense du consommateur, comme Sans aucun doute à la télévision sur TF1 ou Ça peut vous arriver sur la radio RTL. Il participe aussi ponctuellement en tant qu'invité à plusieurs autres émissions, quand les thèmes du logement ou de la consommation sont abordés.
Il est également l'auteur de plusieurs livres juridiques de vulgarisation ou d'anecdotes, comme Au nom de la loi, les faits divers de la justice, Comprendre la copropriété ou Qui a raison, qui a tort ?
Il se lance également en politique [Quand ?], au sein du mouvement Europe Écologie.
Didier Bergès meurt le 26 février 2010 des suites d'une crise cardiaque. Les quelques témoignages publics faits après son décès le qualifient de contestataire et tenace. Julien Courbet l'appelait son « emmerdeur préféré » et revient sur son parcours dans la politique « très à gauche puis écolo ensuite ». Il indique aussi qu'il a « eu une fin de vie très très compliquée, c'était un anarchiste. Il est parti, il n'avait plus rien... Ce n'était pas la fin de vie qu'il méritait ».

## Publications
- Didier Bergès (coordinateur), avec Thierry Brue, Henri Friedel, Dominique Sicot, La sécurité, éditions Larousse, 1986[6].  (ISBN 2-03-800365-3)
- Georges Laforest et Didier Bergès, Nouveaux regards sur la France : sélection des thèmes transversaux pour l'enseignement de la langue et de la civilisation française, Paris, éditions Larousse, 1987[7].
- Didier Bergès, Comprendre notre quotidien : La copropriété, éditions Numéro 1, 1998, 235 p.  (ISBN 286391894X et 978-2863918944)
- Didier Bergès, Qui a raison ? Qui a tort ?, Le Cherche midi, collection Documents, 2003, 291 p.  (ISBN 978-2-7491-0168-2) [présentation en ligne]
- Didier Bergès, De quel droit ? faits divers judiciaires, Le Cherche midi, collection Documents, 2006, 195 p.  (ISBN 978-2-7491-0542-0) [présentation en ligne]